# When the Sun Goes Down (альбом Кенни Чесни)
| Совокупная оценка    | Совокупная оценка |
| Источник             | Оценка            |
| -------------------- | ----------------- |
| Metacritic           | (67/100)          |
| Оценки критиков      |                   |
| Источник             | Оценка            |
| Allmusic             | [ 2 ]             |
| BBC Music            | (positive)        |
| Billboard            | (positive)        |
| Blender              | [ 1 ]             |
| Chicago Tribune      | (unfavorable)     |
| Entertainment Weekly | C+                |
| Los Angeles Times    | [ 1 ] [ 7 ]       |
| Robert Christgau     | [ 8 ]             |
| Rolling Stone        | [ 9 ]             |

When the Sun Goes Down — восьмой студийный альбом американского кантри-певца Кенни Чесни, выпущенный 3 февраля 2004 года на лейбле BNA Records. Альбом дебютировал на первом месте в американском чарте Billboard 200, с продажами более 550 000 копий за первую неделю.
С альбома было выпущено шесть синглов: «There Goes My Life», заглавный трек (дуэт с Uncle Kracker), «I Go Back», «The Woman with You», «Anything but Mine» и «Keg in the Closet», все из которых попали в Топ-10 чарта Billboard Hot Country Songs. Песни «There Goes My Life», заглавная композиция и «Anything but Mine» достигли первого места, «I Go Back» и «The Woman with You» заняли второе место, а «Keg in the Closet» — шестое. Заглавный трек также стал первой песней Uncle Kracker, вошедшей в кантри-чарт.
Также в этот альбом вошла песня «Some People Change», которая позже была записана американским кантри-дуэтом Montgomery Gentry в качестве заглавной композиции для их одноименного альбома 2006 года. Их версия была выпущена в качестве сингла и стала хитом Топ-10 в том же году.

## Об альбоме
Релиз диска состоялся 3 февраля 2004 года на лейбле BNA Records.
Альбом дебютировал на первом месте американского хит-парада Billboard 200.
Это его 2-й чарттоппер из девяти. Чесни был на позиции № 1 в Billboard 200 с альбомами Here and Now (в 2020 году), Live in No Shoes Nation (в 2017 году), Life on a Rock (в 2013 году), Hemingway’s Whiskey (2010), Lucky Old Sun (2008), The Road and the Radio (2005), Be As You Are (Songs From an Old Blue Chair) (2005),  и No Shirt, No Shoes, No Problems (2002).
Альбом получил положительные и смешанные отзывы музыкальных критиков и интернет-изданий: Los Angeles Times, Metacritic, Allmusic.

## Список композиций
| №                   | Название                                        | Автор(ы)                                    | Длительность |
| ------------------- | ----------------------------------------------- | ------------------------------------------- | ------------ |
| 1.                  | «There Goes My Life»                            | Neil Thrasher, Wendell Mobley               | 5:02         |
| 2.                  | «I Go Back»                                     | Kenny Chesney                               | 4:03         |
| 3.                  | «When the Sun Goes Down» (дуэт с Uncle Kracker) | Brett James                                 | 4:50         |
| 4.                  | «The Woman with You»                            | Craig Wiseman, David Frasier                | 4:31         |
| 5.                  | «Some People Change»                            | Thrasher, Jason Sellers, Michael Dulaney    | 3:27         |
| 6.                  | «Anything But Mine»                             | Scooter Carusoe                             | 5:25         |
| 7.                  | «Keg in the Closet»                             | Chesney, James                              | 3:32         |
| 8.                  | «When I Think About Leaving»                    | Tim Johnson, Rory Lee Feek, Paul Overstreet | 4:39         |
| 9.                  | «Being Drunk's a Lot Like Loving You»           | Skip Ewing, Chesney                         | 3:33         |
| 10.                 | «Outta Here»                                    | Ewing, Chesney                              | 2:47         |
| 11.                 | «Old Blue Chair»                                | Chesney                                     | 3:24         |
| Общая длительность: | Общая длительность:                             | Общая длительность:                         | 58:12        |

| №   | Название                       | Длительность |
| --- | ------------------------------ | ------------ |
| 12. | «Live Those Songs» (live)      | 4:09         |
| 13. | «What I Need to Do» (live)     | 4:41         |
| 14. | «Please Come to Boston» (live) | 4:00         |

| №   | Название                      | Автор(ы)                                               | Длительность |
| --- | ----------------------------- | ------------------------------------------------------ | ------------ |
| 15. | «Marina del Rey»              | Dean Dillon, Frank Dycus                               |              |
| 16. | «Come Monday»                 | Jimmy Buffett                                          |              |
| 17. | «I Wonder Do You Think of Me» | Sanger D. Shafer                                       |              |
| 18. | «I'm On Fire»                 | Bruce Springsteen                                      |              |
| 19. | «I Always Get Lucky with You» | Merle Haggard, Freddy Powers, Gary Church, Tex Whitson |              |

## Позиции в чартах

### Альбом
| Чарт (2004)                        | Высшая позиция |
| ---------------------------------- | -------------- |
| США (Billboard 200)                | 1              |
| США (Billboard Top Country Albums) | 1              |

### Синглы
| Год  | Сингл                                                | Высшая позиция | Высшая позиция | Сертификация   |
| Год  | Сингл                                                | US Country     | US             | Сертификация   |
| ---- | ---------------------------------------------------- | -------------- | -------------- | -------------- |
| 2003 | «There Goes My Life»                                 | 1              | 29             | * США: Золото  |
| 2004 | «When the Sun Goes Down» (при участии Uncle Kracker) | 1              | 26             | * США: Платина |
| 2004 | «I Go Back»                                          | 2              | 32             | * США: Золото  |
| 2004 | «The Woman with You»                                 | 2              | 33             |                |
| 2005 | «Anything but Mine»                                  | 1              | 48             | * США: Золото  |
| 2005 | «Keg in the Closet»                                  | 6              | 64             |                |

## Сертификации
| Регион                                                                      | Сертификация  | Продажи   |
| --------------------------------------------------------------------------- | ------------- | --------- |
| США (RIAA)                                                                  | 5× Платиновый | 5 000 000 |
| Данные о продажах + прослушиваниях приведены только на основе сертификации. |               |           |